# Estação San Javier
A Estação San Javier é uma das estações do Metrô de Medellín e do Metrocable de Medellín, situada em Medellín, entre a Estação Santa Lucía e a Estação Juan XXIII. Administrada pela Empresa de Transporte Masivo del Valle de Aburrá Limitada (ETMVA), é uma das estações terminais da Linha B e da Linha J.
Foi inaugurada em 28 de fevereiro de 1996. Localiza-se no cruzamento da Carrera 99 com a Rua 45. Atende o bairro San Javier N° 2, situado na comuna de San Javier.